# 感情纽带
感情纽带，也称链结（英語：Human Bonding），是指人与人之间形成的一种亲近的人际关系。也指人与动物之间建立的联系。
建立感情纽带的过程称为建立链结，或简言之为结链。感情纽带大多存在于亲人、朋友之间，不过和一个队伍（例如球队）或一个人长时间的相处也可以建立感情纽带。感情纽带和普通的好感有所不同，它是一种相互的、互动的过程。
感情纽带通常在浪漫伙伴、密友和亲子产生和发展。这种联系是以类似于喜欢和信任的情感为特征的。任意两个总在一起消磨时间的人都可能形成感情纽带。男性链结指的是通常男性在一起而不包括女性在内的活动。另一个名词女性链结使用频率较低，指的是女性之间形成的亲近的人际关系。

## 词源及解释

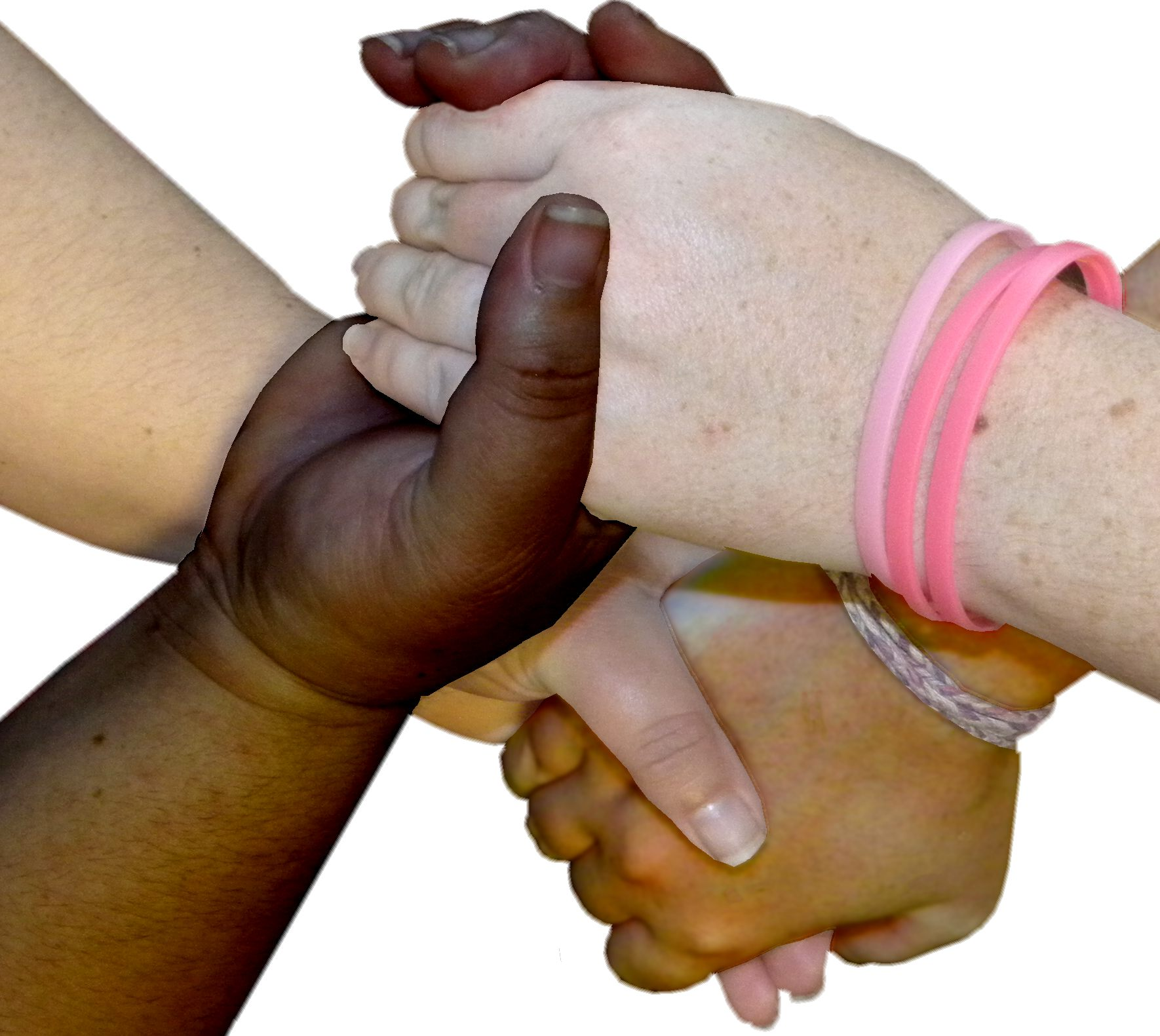
不同肤色的人相互握手

直到目前，由于对社会学研究的缺乏，感情纽带仍是一个非专业名词。即使在目前，感情纽带的意思仍倾向于“一种感情联系”，而并未强调“亲近的人际关系”这一重要特点。甚至也有将其比喻化使用的例子。
在英文中，bonding 这个词来源于中古英语band，意为抑制、约束。
由于对链结认识的缺乏，人们通常用描述的方式来表示这种联系。例如，“男人间的友谊”、“哥们情谊”、（父母对孩子、主人对宠物）“纯粹的爱”等。然而很多时候这种关系很可能并不仅仅是友情或亲情，同时存在的应该也有链结，只是难以描述罢了。

## 配偶链结
在生物学中，配偶链结指交配后的成双的鸟类之间的联系。不论在人类还是动物之间，它是表示一夫一妻（或相对而言的）关系的通用术语。这个术语被广泛用于社会生物学和进化心理学。配偶链结虽然短暂，但是存在于大多数灵长类动物之间。一些科学家推测，人类之间持续的配偶链结是由于分享食物的时间增多而得到发展的。

## 监护链结

### 依附

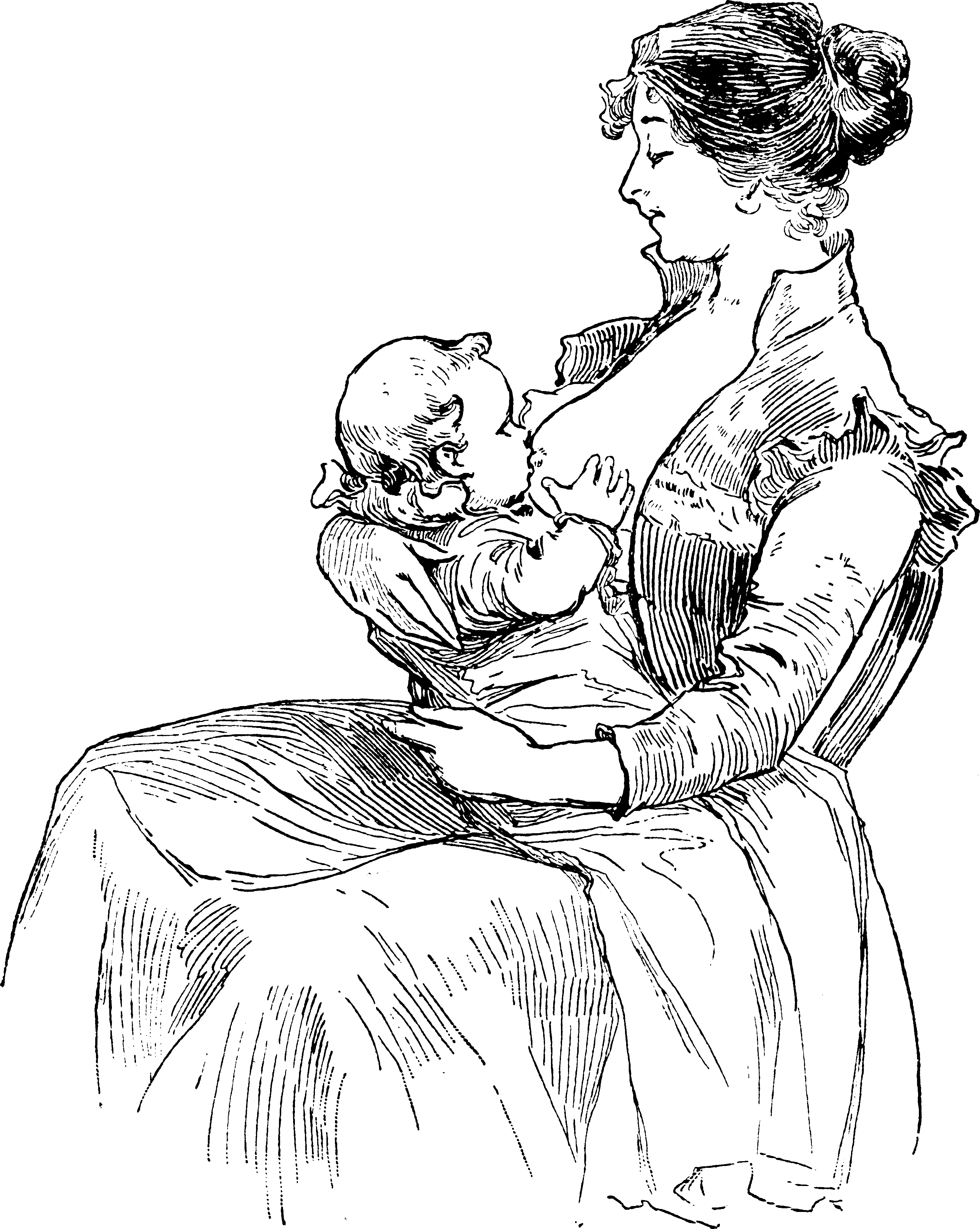
一位正在哺乳的母亲——这是一种促进母婴链结的过程

1958年，英国发展心理学家约翰·鲍比发表了一篇独创的“孩子与母亲与生俱来的联系”（the Nature of the Child's Tie to his Mother）。这是依附理论概念发展的先驱。它囊括了情感链结（有时也称为感情链结）。情感链结基于人类有相同的要依附于他人的趋势。例如，去在他人身上寻找亲近感，并在这个人在场时感到安全。依附理论是在对动物的实验和观察上形成的，不过也有对于婴儿缺少成人关怀的观察的借鉴。很多关于依附的早期研究都是由约翰·鲍比和他的同伴完成的。鲍比提出，婴儿与生俱来地有一种建立感情依附（例如，链结）的需要。因为这会确保他们得到需要的照顾以增加他们生存下来的机会。鲍比没有描述依附的互相关系。

## 人与动物的链结
人类和动物之间的链结可以这样定义：人类和动物（不论是野生的还是驯化的）之间的联系。对于人类与动物之间链结天性和好处的探索起源于18世纪后期。那时贵格会创建了后援所（The Retreat）来为罹患心理疾病的人们提供治疗。通过让病人照料农场动物，社团官方推理出与动物的接触加上富有成效的工作可以促进病人的康复。18世纪70年代，在巴黎，一位法国外科医生让患有神经障碍的病人骑马。这些病人不久就显示出机动控制和平衡性方面的改善，并且抑郁症的发作也减少很多。
从历史上来看，动物被驯化的目的是为了功能性的用途。比如说，养狗是为了放牧和拉雪橇，养猫是为了抓老鼠。如今在西方社会，养宠物的主要目的已经变成了结链。有研究说60%—80%的狗和它们的主人睡在一间房间里。不仅于此，猫过去都是养在户外的，而现在大多数猫都养在屋子里。目前在美国，12亿的动物被当做宠物养着，主要就是为了建立感情纽带。

## 薄弱联系

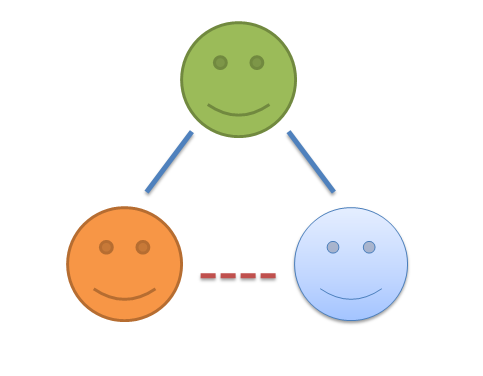
如图，蓝色实线为牢靠联系，红色虚线为薄弱联系。

1962年，主修历史学的大一新生马克·格兰诺维特为潜藏在一个经典化学讲座下的概念深深着迷。该讲座叙述“薄弱”氢键可以承载很大数目水分子，但它们自身被“牢靠”的共价键相连接。这激发了他的灵感，使他在1973年写出一篇至今被认为是社会学经典的论文《弱联系的力量》（The Strength of Weak Ties）。
薄弱社会联系被认为和社会中的社交网络的嵌入性和结构及信息在社交网络中的传递有关。具体来说，更加灵通的、新鲜的资讯通常是从个体，通过薄弱联系而不是牢靠联系流向另一个个体。因为我们亲近的朋友通常都会加入到我们所在的社交圈，它们所得到的重叠信息很多都是我们已经知道了的。相反，泛泛之交认识我们不认识的人，因此会得到更多新鲜资讯。

## 链结的减弱和解除
1976年，社会学家黛安·沃恩提出“链结解除理论”（uncoupling theory）。理论说，在一个浪漫关系崩溃的动态过程中有个转折点，只有在事后才能发觉。在转折点之后是一段过渡期，伴侣的其中一位会潜意识地知道他们的关系即将终结，但仍坚持一段时间，有时会达到几年。
当建立链结一方所建立的链结解除后，他会有悲伤的反应。悲伤是接受失落和调整自我适应变化局势的过程。悲伤的时间甚至要比建立链结的时间还要长。悲伤的过程要随文化的不同而不同。